# Лас-Росас-де-Мадрид
Лас-Росас-де-Мадрид (ісп. Las Rozas de Madrid) — муніципалітет в Іспанії, у складі автономної спільноти Мадрид. Населення — 88 065 осіб (2010).
Муніципалітет розташований на відстані близько 16 км на північний захід від Мадрида.
На території муніципалітету розташовані такі населені пункти: (дані про населення за 2010 рік)
- Ла-Чопера: 675 осіб
- Лас-Росас-де-Мадрид: 42020 осіб
- Лос-Каррілес: 3 особи
- Ла-Сервера: 7 осіб
- Лас-Сеудас: 32 особи
- Ла-Дееса: 286 осіб
- Ель-Гарсо: 3 особи
- Ла-Пуентесілья-і-Лос-Махуелос: 11 осіб
- Лас-Матас-Пінар-Монте-Росас: 45028 осіб

## Демографія
Динаміка населення (INE ):

## Галерея зображень

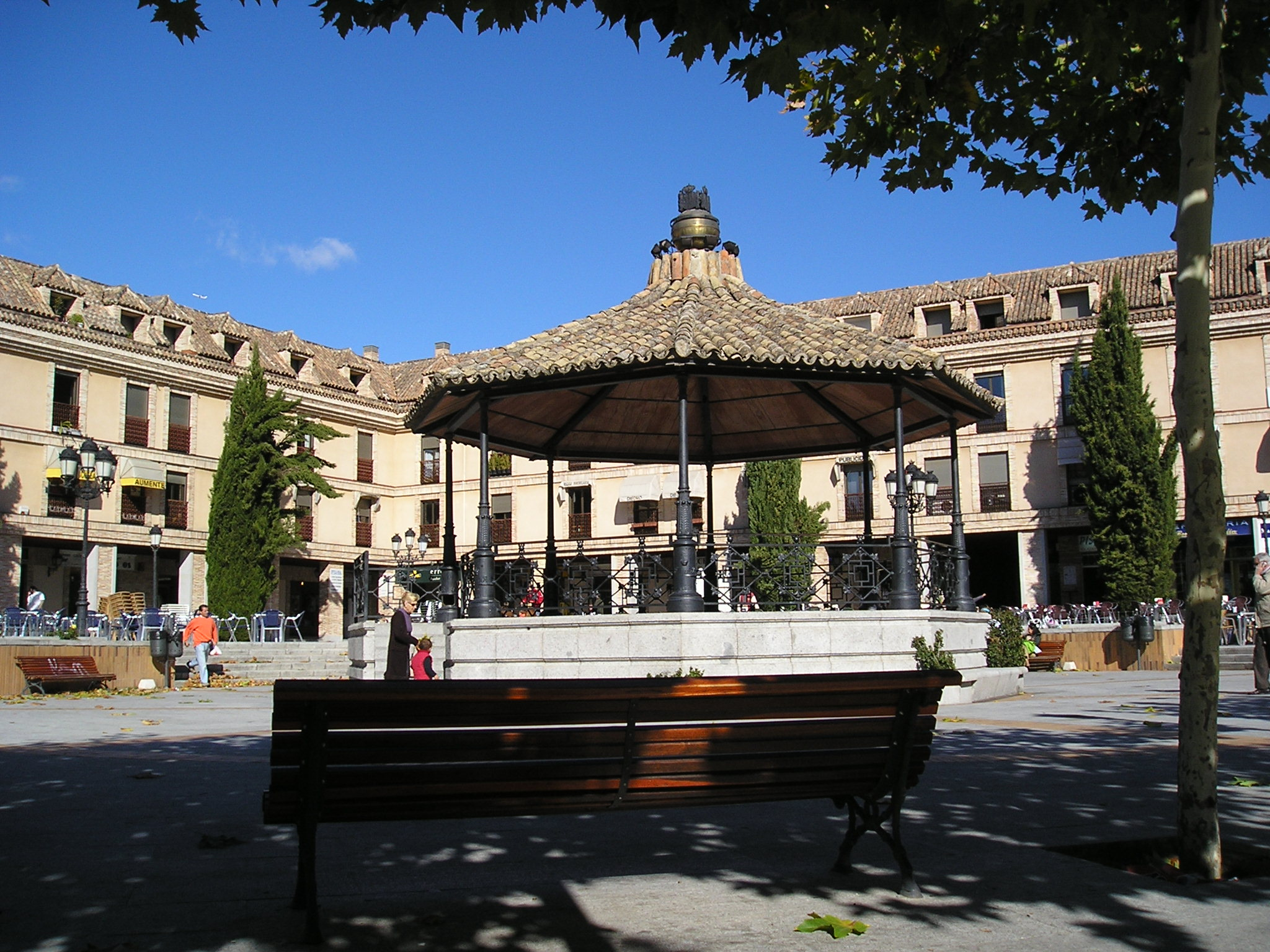
Площа Іспанії
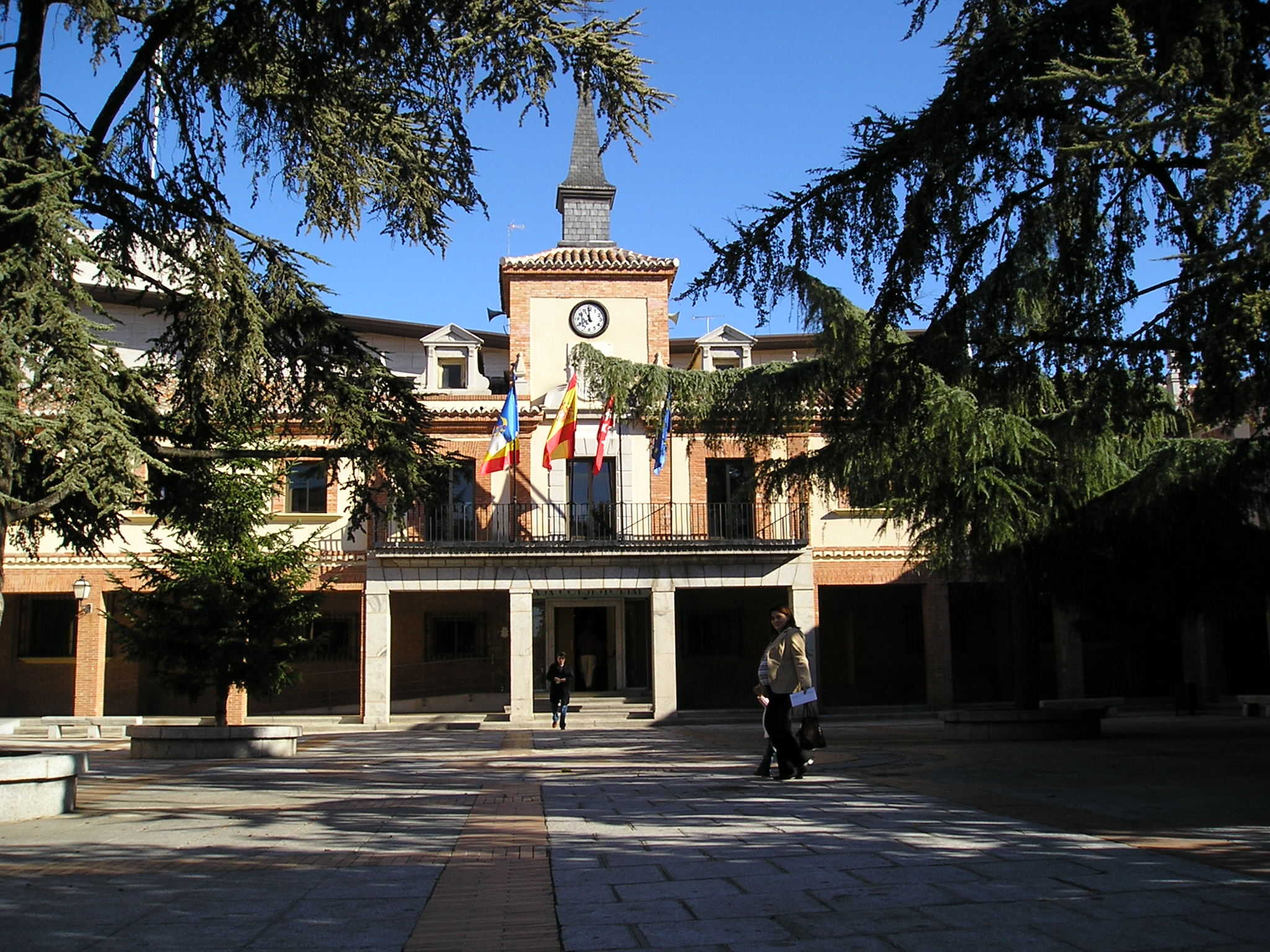
Ратуша
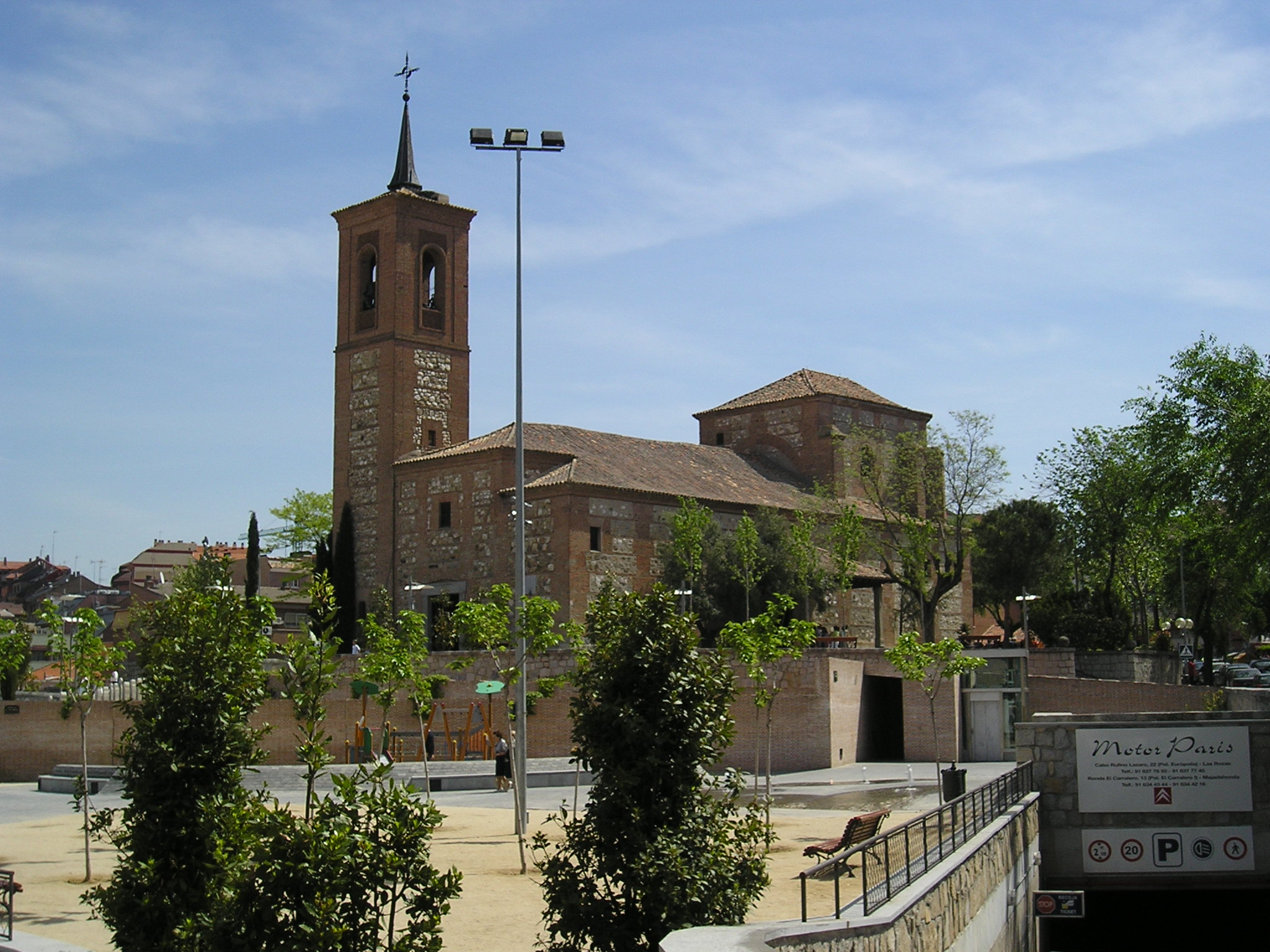
Церква Сан-Мігель-Арканхель